# Subregión de Oriente (Valle del Cauca)
La subregión del Oriente del Valle del Cauca es una de las cinco subregiones en las que está dividido el departamento colombiano del Valle del Cauca. Lo conforman el municipio de Sevilla es un municipio que tiene un fuerte arraigo de la cultura Paisa, caracterizados por su vocación cafetera y su proximidad con la Cordillera Central y Caicedonia. Así mismo, ambos municipios forman parte del Paisaje Cultural Cafetero declarado Patrimonio de la Humanidad por la Unesco.
Sevilla es el municipio más poblado de esta subregión; y a la vez capital provincial es sede del Circuito Judicial n.º 3, del Distrito Judicial de Buga. Se la considera Capital cafetera de Colombia, según la Ley 817 (2003). Fundado en 1903 con el nombre de "San Luis", inicialmente como corregimiento del municipio de Bugalagrande. Posteriormente fue aprobada su categoría de municipio. Es conocido como el Balcón Turístico del Valle, ya que al ubicarse sobre una zona montañosa, cuenta con miradores desde los cuales se puede apreciar muchos de los municipios del Valle del Cauca
Caicedonia, llamada Ciudad centinela del Valle fue fundada, al igual que Sevilla por colonos antioqueños, y poblada rápidamente por ellos, incluyendo al General Juan de Dios Giraldo Zuluaga, considerado uno de los personajes ilustres de la población. Se conocen indicios de las primeras llegadas de colonos desde 1903, pero solo hasta 1919 se organizaron para fundar el municipio. En 1923 fue aprobada su categoría de municipio.

## Economía
La economía de esta subregión se basa principalmente en la agricultura y en el turismo, aunque hay pocas industrias. Sevilla es el centro económico y el café es la principal fuente económica del territorio.